# 20e étape du Tour d'Italie 2018
Pour un article plus général, voir Tour d'Italie 2018.
La 20e étape du Tour d'Italie 2018 se déroule le vendredi 26 mai 2018, entre Susa et Breuil-Cervinia sur une distance de 214 km.

## Parcours
Dernière étape de montagne du Giro 2018, elle fait aussi partie des plus longues avec 214 km. Après plus de 120 kilomètres de plat, le col Tzecore, le col de Saint-Pantaléon et la montée finale vers Breuil-Cervinia seront le théâtre des dernières passes d'armes entre les meilleurs, afin de décanter un classement général encore indécis puisque relancé par l'incroyable coup de force de Froome la veille.

## Déroulement de la course
Classiquement, une échappée se dégage dès les premiers kilomètres. On y retrouve nombre de bons grimpeurs, dont la paire de la Lotto NL-Jumbo Robert Gesink et Koen Bouwman, les italiens Ciccone (Bardiani) et Brambilla (Trek), le Slovène Mohoric (Bahrein-Mérida) , le canadien Woods ainsi que l'espagnol Mikel Nieve (Mitchelton-Scott). Mais l'intérêt principal du début d'étape concerne les sprints intermédiaires, où Elia Viviani (Quick-Step) conforte son statut de leader du classement par points, tandis que Davide Ballerini engrange lui aussi des points précieux qui confortent sa troisième place au classement général.
La première ascension voit l'échappée se scinder en plusieurs groupes et seuls demeurent en tête les meilleurs grimpeurs dont ceux préalablement cités. Mais la principale information vient du peloton des favoris où après à peine quelques hectomètres d'ascension, le Français Thibaut Pinot décroche du peloton. Jusque là troisième du général, Pinot est victime d'une pneumopathie et ne peut plus suivre le rythme imposé par la Sky. Il finira l'étape à plus de 45 minutes, abandonnant tout espoir de podium. Dès lors, les jeunes sudaméricains Miguel Angel Lopez et Richard Carapaz déjà en lutte pour le classement du meilleur jeune se retrouvent en compétition pour cette troisième marche du podium. La dernière montée est donc riche en enjeux, puisque outre cette lutte, Froome et Dumoulin sont bien sûr toujours en compétition pour la première marche du podium.
L'échappée aborde celle-ci avec 9 minutes d'avance. Dès les premiers kilomètres, Mikel Nieve s'isole en tête et ne sera jamais revu. Déjà vainqueur d'étape sur les deux autres grands tours, il s'impose au sommet et rentre dans le cercle fermé des vainqueurs d'étapes sur les trois grands tours. Derrière, Gesink dépasse Grosschartner et prend la deuxième place de l'étape, devant l'autrichien. Mais c'est bien sûr dans groupe des favoris que le sort de ce Giro se joue. D'habitude assez régulier dans ses montées, Tom Dumoulin tente cette fois le tout pour le tout pour conserver son titre et attaque à plusieurs reprises Froome. Mais celui-ci ne concède jamais plus que quelques mètres et revient à chaque fois avec le soutien de Wout Poels. Froome contre même à deux kilomètres de l'arrivée et l'étape se conclut sur un statu quo. Idem entre Carapaz et Lopez, ce dernier accédant donc pour la première fois de sa carrière au podium d'un grand tour.

## Résultats

### Classement de l'étape
| \| Classement de l'étape \| Classement de l'étape \| Classement de l'étape \| Classement de l'étape \| Classement de l'étape \| \| Coureur \| Coureur \| Pays \| Équipe \| Temps \| \| --------------------- \| --------------------- \| --------------------- \| --------------------- \| --------------------- \| \| 1er \| Mikel Nieve \| Espagne \| Mitchelton-Scott \| 5 h 43 min 48 s \| \| 2e \| Robert Gesink \| Pays-Bas \| LottoNL-Jumbo \| + 2 min 17 s \| \| 3e \| Felix Großschartner \| Autriche \| Bora-Hansgrohe \| + 2 min 42 s \| \| 4e \| Giulio Ciccone \| Italie \| Bardiani CSF \| + 3 min 45 s \| \| 5e \| Gianluca Brambilla \| Italie \| Trek-Segafredo \| + 5 min 23 s \| \| 6e \| Wout Poels \| Pays-Bas \| Team Sky \| + 6 min 03 s \| \| 7e \| Christopher Froome \| Royaume-Uni \| Team Sky \| + 6 min 03 s \| \| 8e \| Davide Formolo \| Italie \| Bora-Hansgrohe \| + 6 min 03 s \| \| 9e \| Domenico Pozzovivo \| Italie \| Bahrain-Merida \| + 6 min 03 s \| \| 10e \| Richard Carapaz \| Équateur \| Movistar Team \| + 6 min 03 s \| |                     |             |                  |                 |
| |                     |             |                  |                 |
| Source : ProCyclingStats |                     |             |                  |                 |
| Classement de l'étape |                     |             |                  |                 |
| Coureur | Coureur             | Pays        | Équipe           | Temps           |
| 1er | Mikel Nieve         | Espagne     | Mitchelton-Scott | 5 h 43 min 48 s |
| 2e | Robert Gesink       | Pays-Bas    | LottoNL-Jumbo    | + 2 min 17 s    |
| 3e | Felix Großschartner | Autriche    | Bora-Hansgrohe   | + 2 min 42 s    |
| 4e | Giulio Ciccone      | Italie      | Bardiani CSF     | + 3 min 45 s    |
| 5e | Gianluca Brambilla  | Italie      | Trek-Segafredo   | + 5 min 23 s    |
| 6e | Wout Poels          | Pays-Bas    | Team Sky         | + 6 min 03 s    |
| 7e | Christopher Froome  | Royaume-Uni | Team Sky         | + 6 min 03 s    |
| 8e | Davide Formolo      | Italie      | Bora-Hansgrohe   | + 6 min 03 s    |
| 9e | Domenico Pozzovivo  | Italie      | Bahrain-Merida   | + 6 min 03 s    |
| 10e | Richard Carapaz     | Équateur    | Movistar Team    | + 6 min 03 s    |

### Points attribués
|   | Cycliste         | Pays   | Équipe                      | Points |
| - | ---------------- | ------ | --------------------------- | ------ |
| 1 | Elia Viviani     | Italie | Quick-Step Floors           | 8      |
| 2 | Davide Ballerini | Italie | Androni Giocattoli-Sidermec | 4      |
| 3 | Marco Frapporti  | Italie | Androni Giocattoli-Sidermec | 1      |

|   | Cycliste         | Pays   | Équipe                      | Points | Bonif |
| - | ---------------- | ------ | --------------------------- | ------ | ----- |
| 1 | Elia Viviani     | Italie | Quick-Step Floors           | 8      | 3 s   |
| 2 | Davide Ballerini | Italie | Androni Giocattoli-Sidermec | 4      | 2 s   |
| 3 | Marco Frapporti  | Italie | Androni Giocattoli-Sidermec | 1      | 1 s   |

| - Arrivée finale à Breuil-Cervinia (km 214) : \| \| Cycliste \| Pays \| Équipe \| Points \| Bonif \| \| -- \| ------------------- \| ----------- \| ---------------- \| ------ \| ----- \| \| 1 \| Mikel Nieve \| Espagne \| Mitchelton-Scott \| 15 \| 10 s \| \| 2 \| Robert Gesink \| Pays-Bas \| Lotto NL-Jumbo \| 12 \| 6 s \| \| 3 \| Felix Großschartner \| Autriche \| Bora-Hansgrohe \| 9 \| 4 s \| \| 4 \| Giulio Ciccone \| Italie \| Bardiani CSF \| 7 \| \| \| 5 \| Gianluca Brambilla \| Italie \| Trek-Segafredo \| 6 \| \| \| 6 \| Wout Poels \| Pays-Bas \| Sky \| 5 \| \| \| 7 \| Christopher Froome \| Royaume-Uni \| Sky \| 4 \| \| \| 8 \| Davide Formolo \| Italie \| Bora-Hansgrohe \| 3 \| \| \| 9 \| Domenico Pozzovivo \| Italie \| Bahrain-Merida \| 2 \| \| \| 10 \| Richard Carapaz \| Équateur \| Movistar \| 1 \| \| |                     |             |                  |        |       |
| | Cycliste            | Pays        | Équipe           | Points | Bonif |
| 1 | Mikel Nieve         | Espagne     | Mitchelton-Scott | 15     | 10 s  |
| 2 | Robert Gesink       | Pays-Bas    | Lotto NL-Jumbo   | 12     | 6 s   |
| 3 | Felix Großschartner | Autriche    | Bora-Hansgrohe   | 9      | 4 s   |
| 4 | Giulio Ciccone      | Italie      | Bardiani CSF     | 7      |       |
| 5 | Gianluca Brambilla  | Italie      | Trek-Segafredo   | 6      |       |
| 6 | Wout Poels          | Pays-Bas    | Sky              | 5      |       |
| 7 | Christopher Froome  | Royaume-Uni | Sky              | 4      |       |
| 8 | Davide Formolo      | Italie      | Bora-Hansgrohe   | 3      |       |
| 9 | Domenico Pozzovivo  | Italie      | Bahrain-Merida   | 2      |       |
| 10 | Richard Carapaz     | Équateur    | Movistar         | 1      |       |

### Cols et côtes
|   | Cycliste            | Pays     | Équipe         | Points |
| - | ------------------- | -------- | -------------- | ------ |
| 1 | Giulio Ciccone      | Italie   | Bardiani CSF   | 35     |
| 2 | Koen Bouwman        | Pays-Bas | Lotto NL-Jumbo | 18     |
| 3 | Robert Gesink       | Pays-Bas | Lotto NL-Jumbo | 12     |
| 4 | Mikel Nieve         | Espagne  | Mitchelton     | 9      |
| 5 | Felix Großschartner | Autriche | Bora-Hansgrohe | 6      |
| 6 | Valerio Conti       | Italie   | UAE Emirates   | 4      |
| 7 | Gianluca Brambilla  | Italie   | Trek-Segafredo | 2      |
| 8 | Matej Mohorič       | Slovénie | Bahrain-Merida | 1      |

|   | Cycliste            | Pays     | Équipe                    | Points |
| - | ------------------- | -------- | ------------------------- | ------ |
| 1 | Mikel Nieve         | Espagne  | Mitchelton                | 35     |
| 2 | Felix Großschartner | Autriche | Bora-Hansgrohe            | 18     |
| 3 | Giulio Ciccone      | Italie   | Bardiani CSF              | 12     |
| 4 | Gianluca Brambilla  | Italie   | Trek-Segafredo            | 9      |
| 5 | Robert Gesink       | Pays-Bas | Lotto NL-Jumbo            | 6      |
| 6 | Valerio Conti       | Italie   | UAE Emirates              | 4      |
| 7 | Michael Woods       | Canada   | EF Education First-Drapac | 2      |
| 8 | Matej Mohorič       | Slovénie | Bahrain-Merida            | 1      |

| - Montée de Breuil-Cervinia, 1re catégorie (km 214) : \| \| Cycliste \| Pays \| Équipe \| Points \| \| - \| ------------------- \| ----------- \| ---------------- \| ------ \| \| 1 \| Mikel Nieve \| Espagne \| Mitchelton-Scott \| 35 \| \| 2 \| Robert Gesink \| Pays-Bas \| Lotto NL-Jumbo \| 18 \| \| 3 \| Felix Großschartner \| Autriche \| Bora-Hansgrohe \| 12 \| \| 4 \| Giulio Ciccone \| Italie \| Bardiani CSF \| 9 \| \| 5 \| Gianluca Brambilla \| Italie \| Trek-Segafredo \| 6 \| \| 6 \| Wout Poels \| Pays-Bas \| Sky \| 4 \| \| 7 \| Christopher Froome \| Royaume-Uni \| Sky \| 2 \| \| 8 \| Davide Formolo \| Italie \| Bora-Hansgrohe \| 1 \| |                     |             |                  |        |
| | Cycliste            | Pays        | Équipe           | Points |
| 1 | Mikel Nieve         | Espagne     | Mitchelton-Scott | 35     |
| 2 | Robert Gesink       | Pays-Bas    | Lotto NL-Jumbo   | 18     |
| 3 | Felix Großschartner | Autriche    | Bora-Hansgrohe   | 12     |
| 4 | Giulio Ciccone      | Italie      | Bardiani CSF     | 9      |
| 5 | Gianluca Brambilla  | Italie      | Trek-Segafredo   | 6      |
| 6 | Wout Poels          | Pays-Bas    | Sky              | 4      |
| 7 | Christopher Froome  | Royaume-Uni | Sky              | 2      |
| 8 | Davide Formolo      | Italie      | Bora-Hansgrohe   | 1      |

## Classements à l'issue de l'étape

### Classement général
| \| Classement général \| Classement général \| Classement général \| Classement général \| Classement général \| \| Coureur \| Coureur \| Pays \| Équipe \| Temps \| \| ------------------ \| ------------------ \| ------------------ \| ------------------ \| ------------------ \| \| 1er \| Christopher Froome \| Royaume-Uni \| Team Sky \| 86 h 11 min 50 s \| \| 2e \| Tom Dumoulin \| Pays-Bas \| Team Sunweb \| + 46 s \| \| 3e \| Miguel Ángel López \| Colombie \| Astana \| + 4 min 57 s \| \| 4e \| Richard Carapaz \| Équateur \| Movistar Team \| + 5 min 44 s \| \| 5e \| Domenico Pozzovivo \| Italie \| Bahrain-Merida \| + 8 min 03 s \| \| 6e \| Pello Bilbao \| Espagne \| Astana \| + 11 min 50 s \| \| 7e \| Patrick Konrad \| Autriche \| Bora-Hansgrohe \| + 13 min 01 s \| \| 8e \| George Bennett \| Nouvelle-Zélande \| LottoNL-Jumbo \| + 13 min 17 s \| \| 9e \| Sam Oomen \| Pays-Bas \| Team Sunweb \| + 14 min 18 s \| \| 10e \| Davide Formolo \| Italie \| Bora-Hansgrohe \| + 15 min 16 s \| |                    |                  |                |                  |
| |                    |                  |                |                  |
| Source : ProCyclingStats |                    |                  |                |                  |
| Classement général |                    |                  |                |                  |
| Coureur | Coureur            | Pays             | Équipe         | Temps            |
| 1er | Christopher Froome | Royaume-Uni      | Team Sky       | 86 h 11 min 50 s |
| 2e | Tom Dumoulin       | Pays-Bas         | Team Sunweb    | + 46 s           |
| 3e | Miguel Ángel López | Colombie         | Astana         | + 4 min 57 s     |
| 4e | Richard Carapaz    | Équateur         | Movistar Team  | + 5 min 44 s     |
| 5e | Domenico Pozzovivo | Italie           | Bahrain-Merida | + 8 min 03 s     |
| 6e | Pello Bilbao       | Espagne          | Astana         | + 11 min 50 s    |
| 7e | Patrick Konrad     | Autriche         | Bora-Hansgrohe | + 13 min 01 s    |
| 8e | George Bennett     | Nouvelle-Zélande | LottoNL-Jumbo  | + 13 min 17 s    |
| 9e | Sam Oomen          | Pays-Bas         | Team Sunweb    | + 14 min 18 s    |
| 10e | Davide Formolo     | Italie           | Bora-Hansgrohe | + 15 min 16 s    |

### Classement du meilleur jeune
| Classement du meilleur jeune | Classement du meilleur jeune | Classement du meilleur jeune | Classement du meilleur jeune | Classement du meilleur jeune |
| Coureur                      | Coureur                      | Pays                         | Équipe                       | Temps                        |
| ---------------------------- | ---------------------------- | ---------------------------- | ---------------------------- | ---------------------------- |
| 1er                          | Miguel Ángel López           | Colombie                     | Astana                       | 86 h 16 min 47 s             |
| 2e                           | Richard Carapaz              | Équateur                     | Movistar Team                | + 47 s                       |
| 3e                           | Sam Oomen                    | Pays-Bas                     | Team Sunweb                  | + 9 min 21 s                 |
| 4e                           | Valerio Conti                | Italie                       | UAE Team Emirates            | + 1 h 18 min 07 s            |
| 5e                           | Fausto Masnada               | Italie                       | Androni Giocattoli-Sidermec  | + 1 h 21 min 16 s            |
| 6e                           | Felix Großschartner          | Autriche                     | Bora-Hansgrohe               | + 1 h 23 min 50 s            |
| 7e                           | Matej Mohorič                | Slovénie                     | Bahrain-Merida               | + 1 h 35 min 21 s            |
| 8e                           | Maximilian Schachmann        | Allemagne                    | Quick-Step Floors            | + 1 h 36 min 39 s            |
| 9e                           | Jack Haig                    | Australie                    | Mitchelton-Scott             | + 1 h 58 min 09 s            |
| 10e                          | Giulio Ciccone               | Italie                       | Bardiani CSF                 | + 2 h 03 min 58 s            |

### Classement aux points
| Classement par points | Classement par points | Classement par points | Classement par points         | Classement par points |
| Coureur               | Coureur               | Pays                  | Équipe                        | Points                |
| --------------------- | --------------------- | --------------------- | ----------------------------- | --------------------- |
| 1er                   | Elia Viviani          | Italie                | Quick-Step Floors             | 306 pts               |
| 2e                    | Sam Bennett           | Irlande               | Bora-Hansgrohe                | 232 pts               |
| 3e                    | Davide Ballerini      | Italie                | Androni Giocattoli-Sidermec   | 127 pts               |
| 4e                    | Simon Yates           | Royaume-Uni           | Mitchelton-Scott              | 113 pts               |
| 5e                    | Marco Frapporti       | Italie                | Androni Giocattoli-Sidermec   | 111 pts               |
| 6e                    | Sacha Modolo          | Italie                | EF Education First-Drapac     | 110 pts               |
| 7e                    | Danny van Poppel      | Pays-Bas              | LottoNL-Jumbo                 | 107 pts               |
| 8e                    | Niccolò Bonifazio     | Italie                | Bahrain-Merida                | 93 pts                |
| 9e                    | Tom Dumoulin          | Pays-Bas              | Team Sunweb                   | 73 pts                |
| 10e                   | Eugert Zhupa          | Albanie               | Wilier Triestina-Selle Italia | 64 pts                |

### Classement du meilleur grimpeur
| Classement de la montagne | Classement de la montagne | Classement de la montagne | Classement de la montagne | Classement de la montagne |
| Coureur                   | Coureur                   | Pays                      | Équipe                    | Points                    |
| ------------------------- | ------------------------- | ------------------------- | ------------------------- | ------------------------- |
| 1er                       | Christopher Froome        | Royaume-Uni               | Team Sky                  | 125 pts                   |
| 2e                        | Giulio Ciccone            | Italie                    | Bardiani CSF              | 108 pts                   |
| 3e                        | Simon Yates               | Royaume-Uni               | Mitchelton-Scott          | 91 pts                    |
| 4e                        | Mikel Nieve               | Espagne                   | Mitchelton-Scott          | 79 pts                    |
| 5e                        | Thibaut Pinot             | France                    | Groupama-FDJ              | 70 pts                    |
| 6e                        | Richard Carapaz           | Équateur                  | Movistar Team             | 65 pts                    |
| 7e                        | Tom Dumoulin              | Pays-Bas                  | Team Sunweb               | 49 pts                    |
| 8e                        | Esteban Chaves            | Colombie                  | Mitchelton-Scott          | 47 pts                    |
| 9e                        | Valerio Conti             | Italie                    | UAE Team Emirates         | 42 pts                    |
| 10e                       | Domenico Pozzovivo        | Italie                    | Bahrain-Merida            | 40 pts                    |

### Classements par équipes
| Classement par équipes | Classement par équipes | Classement par équipes | Classement par équipes |
| Équipe                 | Équipe                 | Pays                   | Temps                  |
| ---------------------- | ---------------------- | ---------------------- | ---------------------- |
| 1re                    | Sky                    | Royaume-Uni            | 259 h 16 min 20 s      |
| 2e                     | Astana                 | Kazakhstan             | + 24 min 58 s          |
| 3e                     | Bora-Hansgrohe         | Allemagne              | + 43 min 32 s          |
| 4e                     | Team Sunweb            | Allemagne              | + 1 h 14 min 35 s      |
| 5e                     | AG2R La Mondiale       | France                 | + 1 h 30 min 32 s      |
| 6e                     | Movistar Team          | Espagne                | + 1 h 39 min 45 s      |
| 7e                     | Lotto NL-Jumbo         | Pays-Bas               | + 1 h 47 min 01 s      |
| 8e                     | Mitchelton-Scott       | Australie              | + 2 h 31 min 52 s      |
| 9e                     | UAE Team Emirates      | Émirats arabes unis    | + 2 h 33 min 27 s      |
| 10e                    | Groupama-FDJ           | France                 | + 2 h 34 min 04 s      |

| Classement par équipes | Classement par équipes | Classement par équipes | Classement par équipes |
| Équipe                 | Équipe                 | Pays                   | Temps                  |
| ---------------------- | ---------------------- | ---------------------- | ---------------------- |
| 1re                    | Sky                    | Royaume-Uni            | 259 h 16 min 20 s      |
| 2e                     | Astana                 | Kazakhstan             | + 24 min 58 s          |
| 3e                     | Bora-Hansgrohe         | Allemagne              | + 43 min 32 s          |
| 4e                     | Team Sunweb            | Allemagne              | + 1 h 14 min 35 s      |
| 5e                     | AG2R La Mondiale       | France                 | + 1 h 30 min 32 s      |
| 6e                     | Movistar Team          | Espagne                | + 1 h 39 min 45 s      |
| 7e                     | Lotto NL-Jumbo         | Pays-Bas               | + 1 h 47 min 01 s      |
| 8e                     | Mitchelton-Scott       | Australie              | + 2 h 31 min 52 s      |
| 9e                     | UAE Team Emirates      | Émirats arabes unis    | + 2 h 33 min 27 s      |
| 10e                    | Groupama-FDJ           | France                 | + 2 h 34 min 04 s      |

| Classement par équipes aux points | Classement par équipes aux points | Classement par équipes aux points | Classement par équipes aux points |
| Équipe                            | Équipe                            | Pays                              | Points                            |
| --------------------------------- | --------------------------------- | --------------------------------- | --------------------------------- |

| Classement par équipes aux points | Classement par équipes aux points | Classement par équipes aux points | Classement par équipes aux points |
| Équipe                            | Équipe                            | Pays                              | Points                            |
| --------------------------------- | --------------------------------- | --------------------------------- | --------------------------------- |